# Gedong Bagus Oka
Bagus Oka Gedong (Bali, 3 ottobre 1921 – Bali, 14 novembre 2002) è stata una filosofa indonesiana.

## Biografia
Ni Wayan Gedong, meglio conosciuta come Gedong Bagus Oka, nacque nel villaggio di Karangasem da un illustre famiglia balinese, suo padre I Komang Layang fu un personaggio noto nel subak e nella casta dei kshatriya. Gedong ebbe una buona educazione e le fu permesso di studiare a Jakarta, cosa concessa solo a pochi uomini all'epoca. Visse per 8 anni a Yogyakarta dove frequentò le scuole superiore ed ebbe accesso a nuove conoscenze sui valori spirituali, etici e democratici, che sarebbero diventati parte della sua vita e del il suo lavoro. Gli insegnamenti del Prof. J.H. Bavinck, docente della scuola superiore di teologia "Duta Wacana"
ed del Mahatma Gandhi furono alla base della filosofia inter-religiosa del pensiero della Gedong.

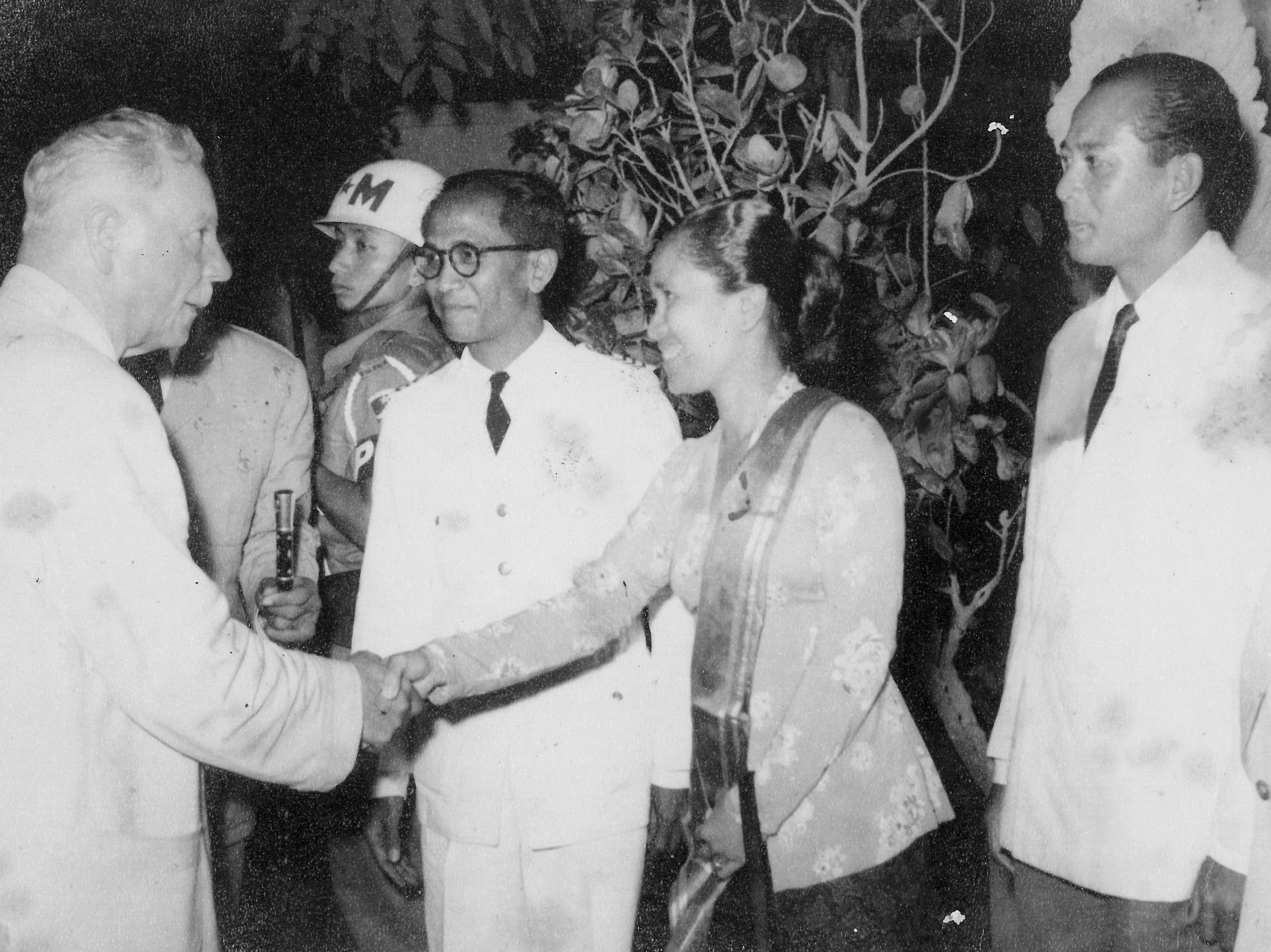
Gedong Bagus Oka con il marito I Gusti Bagus Oka, governatore di Bali (dal 1950 al 1958), ed il presidente russo Kliment Voroshilov.

Nel 1941, Gedong tornò a Bali e insegnò in una scuola superiore a Singaraja, e in seguito divenne preside della stessa. Durante la lotta per  l'indipendenza indonesiana e nei primi anni della formazione dello Stato indonesiano, combatté per il ruolo della religione nella società moderna del paese.
Nel 1949, Gedong Bagus Oka sposò I Gusti Bagoes Oka (1910–1992), il quale fu governatore di Bali per anni. La coppia ebbe una vita matrimoniale e sociale 
intensa, ebbero 6 figli e fondarono insieme sia il movimento Parisada Hindu Dharma Indonesia  che l’Ashram Gandhi, sostenendosi sempre l'un l'altra.
Nel 1960 Gedong si iscrisse alla facoltà di Lettere all'Università Udayana di Denpasar e dal 1965 al 1992 insegnò presso la stessa università. Il suo impegno politico e sociale venne mantenuto fino al 2002, anno in cui morì.

## Fondazioni Gedong
Nel 1976 i coniugi Gedong crearono un ashram, il Gedong Gandhi Ashram, in onore di Gandhi e dei suoi valori. La clinica di medicina tradizionale e la scuola sono ancora oggi un orgoglio del villaggio di Candi Dasa.
Nei primi anni '80 poi fondarono il movimento balinese anti-violenza Parisada Hindu Dharma Indonesia che fu fondamentale per le riforme in favore delle minoranze  indu' nel paese.

## Premi
- 1994, Jamnalal Bajaj Award[11]